# Benin vid världsmästerskapen i simsport 2024
Benin tävlade vid världsmästerskapen i simsport 2024 i Doha i Qatar mellan den 2 och 18 februari 2024. Benin hade en trupp på tre idrottare, varav en kvinna och två män.

## Tävlande per sport
Följande är en lista över antalet tävlande per sport.
| Sport   | Herrar | Damer | Totalt |
| ------- | ------ | ----- | ------ |
| Simning | 2      | 1     | 3      |
| Totalt  | 2      | 1     | 3      |

## Simning
Herrar
| Idrottare        | Gren          | Heat    | Heat      | Semifinal        | Semifinal        | Final            | Final            |
| Idrottare        | Gren          | Tid     | Placering | Tid              | Placering        | Tid              | Placering        |
| ---------------- | ------------- | ------- | --------- | ---------------- | ---------------- | ---------------- | ---------------- |
| Jefferson Kpanou | 50 m frisim   | 24,83   | 77        | Gick inte vidare | Gick inte vidare | Gick inte vidare | Gick inte vidare |
| Jefferson Kpanou | 100 m frisim  | 57,54   | 94        | Gick inte vidare | Gick inte vidare | Gick inte vidare | Gick inte vidare |
| Alexis Kpade     | 100 m ryggsim | 58,03   | 42        | Gick inte vidare | Gick inte vidare | Gick inte vidare | Gick inte vidare |
| Alexis Kpade     | 200 m ryggsim | 2.07,25 | 30        | Gick inte vidare | Gick inte vidare | Gick inte vidare | Gick inte vidare |

Damer
| Idrottare       | Gren         | Heat    | Heat      | Semifinal        | Semifinal        | Final            | Final            |
| Idrottare       | Gren         | Tid     | Placering | Tid              | Placering        | Tid              | Placering        |
| --------------- | ------------ | ------- | --------- | ---------------- | ---------------- | ---------------- | ---------------- |
| Ionnah Douillet | 50 m frisim  | 0DSQ0   | 0DSQ0     | Gick inte vidare | Gick inte vidare | Gick inte vidare | Gick inte vidare |
| Ionnah Douillet | 100 m frisim | 1.01,88 | 57        | Gick inte vidare | Gick inte vidare | Gick inte vidare | Gick inte vidare |